# Plus jamais (X-Files)
Plus jamais (Never Again) est le 13e épisode de la saison 4 de la série télévisée X-Files. Dans cet épisode, Scully tombe sous le charme d'un homme qui entend son tatouage lui parler.  
Jodie Foster assure la voix du tatouage dans la version originale. L'épisode est le dernier de la série à être écrit par le duo constitué par Glen Morgan et James Wong, qui ont choisi le sujet à la demande expresse de Gillian Anderson. Il aurait dû être initialement réalisé par Quentin Tarantino et a été accueilli favorablement par la critique.

## Résumé
À Philadelphie, Ed Jerse vient de voir son divorce être prononcé. Après s'être saoulé, il se fait tatouer sur le bras l'image d'une pin-up avec en dessous les mots Never Again (« plus jamais »). Le lendemain, il croit entendre une collègue de travail se moquer de lui. Il perd son sang-froid et se fait renvoyer. Pendant ce temps, Mulder, forcé de prendre des vacances par la hiérarchie, part en pèlerinage à Graceland et confie à Scully une enquête en cours sur un informateur russe qui prétend avoir vu un OVNI. Scully, qui n'est toutefois pas intéressée par le cas et se pose des questions sur la direction que prend sa vie, se dispute avec Mulder.
Jerse entend à nouveau la voix lui parler et pense que c'est sa voisine de l'étage en dessous. Il force sa porte et la tue, avant de faire disparaître le corps dans l'incinérateur de l'immeuble. Quand la voix recommence à lui parler, Jerse se rend compte qu'elle provient de son tatouage. Scully suit l'informateur russe jusque chez un tatoueur et y rencontre Jerse, qui cherche vainement à se faire retirer son tatouage. Jerse l'invite à dîner mais Scully décline l'offre. Plus tard, après une conversation téléphonique frustrante avec Mulder au sujet de l'informateur qui s'est révélé n'être qu'un escroc, Scully change d'avis. Après quelques verres, Jerse persuade Scully de se faire tatouer à son tour, et Scully se fait alors tatouer un ouroboros dans le dos. Malgré la jalousie qu'éprouve le tatouage de Jerse envers Scully, tous deux passent la nuit ensemble.
Le lendemain, alors que Jerse s'est absenté, deux inspecteurs informent Scully que la voisine du dessous est portée disparue et que des traces de sang, qui n'est pas le sien et comporte une substance étrange, ont été trouvées chez elle. Scully fait des recherches et en conclut que l'encre du tatouage de Jerse, composée en partie d'ergot du seigle, est cette substance et pourrait induire des comportements psychotiques. Elle prévient Jerse du danger qu'il court, et ce dernier se confie alors à elle au sujet de la voix qu'il entend. Sur les conseils de son tatouage, Jerse compose néanmoins le dernier numéro appelé par Scully, qui se révèle être celui du FBI. Jerse s'en prend alors à Scully, l'assomme et l'emmène au sous-sol de l'immeuble. Scully tente de s'échapper et, au cours de la lutte, Jerse surmonte assez longtemps l'influence de son tatouage pour plonger son propre bras dans la chaudière. Alors que Jerse est emmené à l'hôpital, Scully retrouve Mulder. Ce dernier pense que Scully a agi impulsivement en raison de leur dispute, alors que Scully lui explique que cela n'a rien à voir avec lui, ce qu'il a du mal à comprendre.

## Distribution
- David Duchovny : Fox Mulder
- Gillian Anderson : Dana Scully
- Rodney Rowland : Ed Jerse
- Jodie Foster : Betty (voix)

## Production

### Écriture du scénario
Cet épisode est le dernier de la série à être écrit par Glen Morgan et James Wong, à qui Chris Carter a confié les rênes de la série Millennium et qui ne sont pas en phase avec les nouveaux scénaristes de X-Files. Morgan et Wong développent tout d'abord un scénario dans lequel le fantôme d'Abraham Lincoln hante la Maison-Blanche. Toutefois, en raison des nombreuses réécritures que nécessite leur scénario précédent et des tensions croissantes avec Carter, ils perdent tout intérêt pour l'histoire.
Morgan et Wong écrivent alors le scénario de Plus jamais à la suite d'une requête de Gillian Anderson, qui souhaitait que son personnage ait un violent béguin pour un homme et que cela la conduise à une « relation passionnée ». Morgan vient alors de divorcer et s'inspire de cette expérience pour écrire le personnage d'Ed Jerse. L'actrice, qui s'est elle aussi récemment séparée de son mari, se montre particulièrement satisfaite de ce scénario qui explore un côté sombre inédit chez Scully, estimant que cette facette de sa personnalité est certes inédite dans la série mais fait partie intégrante du personnage. Paradoxalement, la scène de la nuit passionnée entre Scully et Jerse écrite par le duo est supprimée du scénario par Chris Carter, qui souhaite plus d’ambiguïté.

### Choix des interprètes et tournage
Rodney Rowland, choisi pour incarner le personnage d'Ed Jerse, a fait auparavant partie de la distribution principale de la série Space 2063 créée par Glen Morgan et James Wong. Gillian Anderson et lui ont une liaison à la suite du tournage de l'épisode. Jodie Foster, qui a déjà publiquement évoqué son intérêt pour X-Files et qui est amie avec le directeur de casting Randy Stone, accepte d'être la voix de Betty, le tatouage. Elle enregistre ses répliques en une heure et apparaît très furtivement à l'écran au début de l'épisode lors de la scène où Jerse s'en prend à une de ses collègues de travail.
Quentin Tarantino approche les responsables de Fox pour leur faire part de son envie de réaliser un épisode de X-Files, et le scénario de cet épisode est alors écrit spécifiquement par Morgan et Wong pour qu'il s'adapte à son style de réalisation. Mais la Directors Guild of America s'oppose ce que Tarantino mette en scène l'épisode car elle lui avait déjà accordé une dérogation spéciale pour qu'il réalise un épisode d'Urgences à condition qu'il adhère par la suite au syndicat, ce qu'il n'a pas fait,.
L'épisode est initialement prévu pour être diffusé juste après le Super Bowl XXXI mais, sans la présence de Tarantino au générique, Chris Carter préfère accrocher un maximum de nouveaux téléspectateurs avec un épisode effrayant qui présente les deux héros dans leurs rôles traditionnels. Il inverse donc l'ordre de diffusion de Plus jamais avec celui de Régénérations. Gillian Anderson affirme plus tard qu'elle aurait néanmoins joué son personnage d'une façon différente dans Plus jamais si elle avait su que Scully avait alors déjà appris qu'elle est atteinte d'un cancer, rebondissement dévoilé à la fin de Régénérations.
Gillian Anderson propose de se faire vraiment tatouer pour l'épisode mais la production l'en dissuade en lui expliquant que cela va compliquer le tournage. Des faux tatouages sont donc créés par le département artistique de la série, celui de Betty étant inspiré par un tatoueur de San Francisco
Dans la bande-son de l'épisode, on peut successivement entendre Tattooed Love Boys de The Pretenders, Doesn't Somebody Want To Be Wanted de David Cassidy et The Have Nots de X.

## Accueil

### Audiences
Lors de sa première diffusion aux États-Unis, l'épisode réalise un score de 13 sur l'échelle de Nielsen, avec 19 % de parts de marché, et est regardé par 21,36 millions de téléspectateurs.

### Accueil critique
L'épisode a été globalement bien accueilli par la critique. Le site The A.V. Club le classe parmi les 20 meilleurs épisodes de la série, Zack Handlen lui donnant la note de A et saluant « l'exceptionnelle mise en scène », la représentation de Scully, faillible et « bien plus humaine » que la « figure idéalisée qu'elle est si souvent », ainsi que l'illustration par l'épisode de « la vulnérabilité que provoque chez nous notre besoin de nous lier aux autres ». Handlen ajoute néanmoins qu'il n'a jamais autant détesté Mulder que lors de la dernière scène de l'épisode lorsqu'il « se montre incapable de comprendre que Scully a une vie en dehors de lui ». Sarah Stegall, du site Munchkyn Zone, lui donne la note de 4/5, soulignant les « dialogues élégants » de Morgan et Wong et « l'interprétation de première classe » de la distribution et affirmant que l'épisode aurait mérité la note maximale si « l'exploration de la sexualité de Scully avait été aussi complète » que celle de ses autres facettes.
Pour John Keegan, de Critical Myth, qui lui donne la note de 7/10, l'exploration de la psychologie de Scully qu'offre l'épisode est « l'une des meilleures études de personnages de toute la série » mais le dernier acte manque cependant d'intensité. Paula Vitaris, de Cinefantastique, lui donne la note de 3/4, mettant en avant la « magnifique interprétation » de Gillian Anderson et « l'aperçu fascinant de ce côté inexploré de Scully » mais regrettant que l'ordre de diffusion de l'épisode ait été inversé avec Régénérations. Dans leur livre sur la série, Robert Shearman et Lars Pearson lui donnent la note de 2,5/5, estimant que le comportement de Scully dans cet épisode détonne tellement qu'il est difficile à avaler même si l'interprétation de Gillian Anderson aide à faire passer la pilule.
En France, le site Le Monde des Avengers évoque une représentation de Scully « d'une grande finesse d'écriture et portée par une Gillian Anderson particulièrement inspirée, [qui] se suit avec le plus vif intérêt, mais également quelque incrédulité » et qui est une brillante conclusion pour le duo Morgan et Wong « même s'il n'entraîne pas une adhésion aussi totale que leurs précédents opus ». Pour le site Daily Mars, c'est un épisode « totalement à part » et d'une « bouleversante sincérité » qui montre le côté le plus humain de Scully et même de Mulder.

## Commentaires
Dans cet épisode, il y est question des témoins de Jéhovah, devant la porte d'Ed Jerse.